# Província d'Àvila
Àvila (en castellà, Ávila) és una província d'Espanya pertanyent a la comunitat autònoma de Castella i Lleó. Limita al nord amb la província de Valladolid, al sud amb Toledo i Càceres, a l'est amb Segòvia i la Comunitat de Madrid, i a l'oest amb Salamanca. Té 166.609 habitants, i la capital és la ciutat homònima.

## Geografia física
Es tracta de la província d'Espanya amb una major elevació mitjana sobre el nivell de la mar (1022 m). La major part de la província es troba al nord del Sistema Central, a l'anomenada submeseta nord. La serra de Gredos, part del Sistema Central, és la principal unitat de relleu. Drenats pel riu Tiétar, els rius nascuts al sud de la serra de Gredos desemboquen a la conca del Tajo, mentre que els rius nascuts al vessant nord de Gredos desemboquen —amb l'excepció de la conca de l'Alberche, afluent del Tajo—, desemboquen al Duero. El Pic Almansor (2591 m) és el cim més alt de la serra de Gredos i del Sistema Central.

## Comarques
Segons la Diputació Provincial, la província es pot dividir en les següents comarques (sense un valor administratiu especial): Vall del Tiétar, La Moraña, Àvila, Vall de l'Alberche i El Barco de Ávila-Piedrahíta.